# Museo delle forze armate 1914-1945
Il Museo civico delle forze armate 1914 - 1945 è un museo situato a Montecchio Maggiore, in provincia di Vicenza, che fa parte della rete territoriale Musei Altovicentino.

## Storia
Fondato nel 2003, è gestito dall'Associazione Cultori della Storia delle Forze Armate in collaborazione con il Comune di Montecchio Maggiore, ed è nato per iniziativa di un gruppo di collezionisti e ricercatori.

## Percorso espositivo
Il Museo raccoglie migliaia di cimeli, quasi totalmente legati alle due Guerre Mondiali (con alcune eccezioni).
Il museo è diviso per sezioni: Parco Esterno, Garage espositivo, Sala Aeronautica, Sala della Marina, Mostre temporanee, Biblioteca Archivio, La trincea della Grande Guerra, Percorso permanente dall' Attentato di Sarajevo alla guerra di liberazione italiana.

### Parco Esterno
Il parco artiglierie è composto da 40 pezzi di vario tipo e calibro: si va dai mortai e minenwerfer agli obici campali o i cannoni contraerei. Ricca anche la collezione di proiettili con decine di esemplari tra cui diversi grossi calibri.
Il parco automezzi conta più di 30 veicoli tra motociclette, sidecar, carri veloci, carri armati, trattori di artiglieria, mezzi blindati. Tra gli esemplari esposti più interessanti un carro armato M15/42, un carro veloce L3/35, una trattrice Pavesi & Tolotti tipo B, un autocarro Fiat 18 BL. I mezzi sono stati completamente restaurati e sono funzionanti.
Nel parco esterno del Museo sono esposti anche un faro antiaereo Galileo Galilei del 1939, un convoglio ferroviario austroungarico del 1917 e due velivoli concessi dall’Aeronautica Militare, un Aeritalia Fiat G91Y ed un Aermacchi MB326.

### Il Fiat 2000
Il Museo delle Forze Armate espone anche la ricostruzione in scala 1:1 funzionante del primo carro armato italiano della Storia, il Fiat 2000 realizzato nel 1917 e 1918 in due soli esemplari oggi perduti.
La ricostruzione del Fiat 2000 (3,8 metri di altezza, 7,5 metri di lunghezza) incominciata nel 2018 con la collaborazione di ANCI e Raggruppamento SPA è visibile nel parco mezzi del Museo.

### La Trincea della Grande Guerra
In occasione del Centenario della Grande Guerra il museo ha ricostruito su 120 metri quadri una trincea in prossimità del Dente Italiano del Pasubio, completa di baracche, infermeria ed altri ambienti.

### I decorati
Il Museo ha l’onore di ospitare in appositi spazi dedicati i cimeli di numerosi decorati italiani delle due guerre mondiali: sono complessivamente 25 le medaglie al Valor Militare di cui poterono fregiarsi i soldati di cui conserviamo la memoria; tra questi quattro MOVM (primo seniore Ferruccio Bonapace, unico Montecchiano, caporale carrista Giovanni Cracco, sottotenente Giuseppe Cederle, ammiraglio Gino Birindelli).
L'intero piano terra della struttura è dedicato alle mostre temporanee che raccolgono centinaia di oggetti provenienti dalle più prestigiose realtà museali d'Italia.
Le uniformi storiche raccolte dal Museo sono oltre un centinaio e quasi sempre sono nominali. Molto spesso si tratta di materiale concesso in comodato d’uso dalle famiglie del Territorio.
Ricca anche la sezione dedicata alle armi e agli equipaggiamenti.